# Egipt na Letnich Igrzyskach Olimpijskich 1920
Egipt na Letnich Igrzyskach Olimpijskich 1920 w Antwerpii reprezentowało 23 zawodników w 6 dyscyplinach. Najmłodszym zawodnikiem był Tewfik Abdullah, który miał 23 lata, a najstarszym był Hussein Hegazi, który miał 33 lata. Reprezentacja Egiptu nie zdobyła żadnego medalu.

## Zawodnicy
- Gimnastyka:
Kabil Mahmoud (Wielobój indywidualnie)
Ahmed Amin Tabouzada (Wielobój indywidualnie)
- Lekkoatletyka:
Ahmed Abbas Khairy (100 m, 200 m, 400 m)
Abdul Ali Maghoub (5000 m)
- Piłka nożna:

1. Kamil Taha (Kamel Taha, كامل طه)
2. Muhammad as-Sajjid (Mohamed El-Sayed, محمد السيد)
3. Abd as-Salam Hamdi (Abdel Salam Hamdy, عبد السلام حمدى)
4. Rijad Szauki (Riadh Shawki, رياض شوقي)
5. Ali al-Hasani (Ali El-Hassani, على فهمي الحسني)
6. Dżamil Usman (Gamil Osman, جميل عثمان)
7. Taufik Abd Allah (Tewfik Abdullah, توفيق عبد الله)
8. Husajn Hidżazi (Hussein Hegazi, حسين محمد حجازي)
9. Hasan Ali Alluba (Hussan Ali Allouba, حسان علي علوبة)
10. Sajjid Abaza (Sayed Abaza, سيد فهمي أباظة)
11. Zaki Usman (Zaki Osman, زكى عثمان)
12. Chalil Husni (Khalil Hosni, خليل حسني)
13. Muhammad Dżabr (Mohamed Gabr, محمد جبر)
14. Mahmud Sakr Muchtar (Mahmoud Mokhtar, محمود صقر مختار)
15. Abbas Safwat (Abbas Safwat, عباس صفوت)

- Podnoszenie ciężarów: Ahmed Samy (Waga średnia)
- Szermierka: Ahmed Mohamed Hassanein (Szpada, Floret)
- Zapasy: Ahmed Rahmy (Waga lekka, Waga średnia)

## Wyniki

### Gimnastyka
| Zawodnik             | Konkurencja            | Finał | Finał   |
| Zawodnik             | Konkurencja            | Wynik | Miejsce |
| -------------------- | ---------------------- | ----- | ------- |
| Kabil Mahmoud        | wielobój indywidualnie | 63,30 | 24.     |
| Ahmed Amin Tabouzada | wielobój indywidualnie | 51,85 | 25.     |

### Lekkoatletyka
Konkurencje biegowe
| Konkurencja | Zawodnik           | Eliminacje | Eliminacje | Ćwierćfinał   | Ćwierćfinał   | Półfinał      | Półfinał      | Finał         | Finał         |
| Konkurencja | Zawodnik           | Wynik      | Miejsce    | Wynik         | Miejsce       | Wynik         | Miejsce       | Wynik         | Miejsce       |
| ----------- | ------------------ | ---------- | ---------- | ------------- | ------------- | ------------- | ------------- | ------------- | ------------- |
| 100 m       | Ahmed Abbas Khairy | b.d        | 4.         | Nie awansował | Nie awansował | Nie awansował | Nie awansował | Nie awansował | Nie awansował |
| 200 m       | Ahmed Abbas Khairy | b.d        | 4.         | Nie awansował | Nie awansował | Nie awansował | Nie awansował | Nie awansował | Nie awansował |
| 400 m       | Ahmed Abbas Khairy | b.d        | 4.         | Nie awansował | Nie awansował | Nie awansował | Nie awansował | Nie awansował | Nie awansował |
| 5000 m      | Abdul Ali Maghoub  |            |            |               |               | b.d           | 9.            | Nie awansował | Nie awansował |

### Piłka nożna
Reprezentacja mężczyzn
| - Kamel Taha - Mohamed El-Sayed - Abdel Salam Hamdy - Riadh Shawki - Ali El-Hassani - Gamil Osman |  | - Tewfik Abdullah - Hussein Hegazi - Hussan Ali Allouba - Sayed Abaza - Zaki Osman |

### Turniej główny
Pierwsza runda
| 28 sierpnia 1920 | Włochy | 2:11:0 | Sułtanat Egiptu | La Gantoise, Gandawa |
|                  |        |        |                 |                      |

### Turniej pocieszenia
| 2 września 1920 | Sułtanat Egiptu | 4:12:1 | Królestwo SHS | La Gantoise, Gandawa |
|                 |                 |        |               |                      |

Turniej przerwano, z uwagi na konieczność wyłonienia medalistów. Ostatecznie reprezentacja Egiptu została sklasyfikowana na 11. miejscu.

### Podnoszenie ciężarów
| Konkurencja  | Zawodnik   | Wynik                    | Pozycja                  |
| ------------ | ---------- | ------------------------ | ------------------------ |
| waga średnia | Ahmed Samy | Nie ukończył konkurencji | Nie ukończył konkurencji |

### Szermierka
| Konkurencja          | Zawodnik        | 1 runda | 1 runda | Ćwierćfinał | Ćwierćfinał | Półfinały     | Półfinały     | Finał         | Finał         | Pozycja       |
| Konkurencja          | Zawodnik        | Przeciwnik | Wynik   | Przeciwnik | Wynik       | Przeciwnik    | Wynik         | Przeciwnik    | Wynik         | Pozycja       |
| -------------------- | --------------- | --- | ------- | --- | ----------- | ------------- | ------------- | ------------- | ------------- | ------------- |
| szpada indywidualnie | Ahmed Hassanein | Leonard Schoonmaker Dino Urbani Robin Dalglish Otto Baerentzen Louis de Tribolet Manuel Queiróz Félix Vigeveno Armand Massard |         | Abelardo Olivier Fernando Correia Frédéric Dubourdieu Armand Massard Josef Jungmann Félix Goblet d’Alviella Henry Breckinridge Rui Mayer Henri Wijnoldy-Daniëls Carl Gripenstedt |             | Nie awansował | Nie awansował | Nie awansował | Nie awansował | Nie awansował |
| floret indywidualnie | Ahmed Hassanein | |         | Frederico Cesarano Charles Crahay Francis Honeycutt Verner Bonde | P W         | Nie awansował | Nie awansował | Nie awansował | Nie awansował | Nie awansował |

### Zapasy
| Konkurencja               | Zawodnik    | 1/16 finału      | 1/8 finału           | Ćwierćfinał      | Półfinał         | Finał            | Miejsce       |
| Konkurencja               | Zawodnik    | Przeciwnik Wynik | Przeciwnik Wynik     | Przeciwnik Wynik | Przeciwnik Wynik | Przeciwnik Wynik | Miejsce       |
| ------------------------- | ----------- | ---------------- | -------------------- | ---------------- | ---------------- | ---------------- | ------------- |
| styl klasyczny waga lekka | Ahmed Rahmy | Maurice Rohon p  | Nie awansował        | Nie awansował    | Nie awansował    | Nie awansował    | Nie awansował |
| styl wolny waga średnia   | Ahmed Rahmy | wolny los        | Pierre Derkinderen p | Nie awansował    | Nie awansował    | Nie awansował    | Nie awansował |